# تشريح قلب الإنسان
القلب هو عضلة تتوضع ضمن المنصف. يتكون القلب من أربع حجرات، أربعة صمامات وشرايين (تسمى الشرايين التاجية) ونظام التوصيل. ينقسم القلب وظيفيًا إلى القلب الأيمن والقلب الأيسر. يتلقى القلب الأيمن الدم الوارد من جميع أنحاء الجسم عن طريق الوريد الأجوف العلوي والسفلي ويضخ الدم إلى الرئتين من خلال الشرايين الرئوية الأربعة ويعود القلب الأيسر ليتلقى الدم المشبع بالأكسجين من الرئتين.

## موقع القلب والإتجاه والانحناء ضمن الصدر
يأخذ القلب شكل هرم، تتجه قمته نحو الحلمة اليسرى وتشكل قاعدته السطح الخلفي للقلب. الأوجه الأخرى هي الأمامي، السفلي (المقابل للحجاب الحاجز) والوجهين الرئوين المقابلين للرئتين. أبعاده الأطول (من القمة إلى القاعدة) تصل إلى 12-13 سم بوجه عام، في حين يبلغ الوزن الوسطي 250 غرام لدى الإناث و300 غرام لدى الذكور. تتمثل وظيفة القلب بشكل رئيسي في تلقي الدم من جميع أنحاء الجسم، ضخه إلى الرئتين لاستعادة إشباعه الأكسجين ومن ثم ضخه مجددًا إلى جميع أنحاء الجسم. القلب الأيمن (يتكون من الأذينة اليمنى والبطين الأيمن) هو الذي يتلقى الدم غير المشبع، بينما القلب الأيسر (يتكون من الأذينة اليسرى والبطين الأيسر) هو الذي يتلقى الدم المشبع بالأكسجين.
التامور هو عبارة عن غشاء سميك يغطي القلب، يتألف من التامور الليفي والتامور المصلي. يشكل التامور ردبين، الردب المعترض والردب المائل. يقع الردب المعترض خلف الشريان الأبهري والجذع الرئوي، في حين يقع الردب المائل خلف الأذينة اليسرى. التامور المصلي رقيق ويلتصق بالقلب مشكلًا ما يسمى الشغاف. التامور الليفي أكثر سماكة، يشكلان معًا تجويف التامور وهو كيس رقيق يحتوي على كمية قليلة من السوائل الخلالية.

## الهيكل الليفي
يُحافظ على الصمامات الأربعة ثابتة في مكانها من خلال الهيكل الليفي للقلب، وهو عبارة عن تراكم للأنسجة الضامة. وهو يتألف من (إلى جانب الحاجز الغشائي الذي يشكل الهيكل الليفي الرئيسي) المثلث الليفي الأيمن الأيسر والوتر المخروطي. المثلث الليفي الأيمن هو أقوى جزء من الهيكل العظمي ويقع على يمين الصمام الأبهري ويربطه بالصمام التاجي والصمام ثلاثي الشرف وتخترقه حزمة هيس الأذينية البطينية. أخيرًا، ستارة الأبهر هي أيضًا جزء من الهيكل الليفي؛ تتكون من نسيج ليفي يربط بين اثنين من وريقات الصمام الأبهري الثلاثة (الوريقة اليمنى وغير التاجية) مع الوريقة الأمامية للصمام التاجي.

## الحجرات القلبية الأربعة
يشتمل القلب على أربع حجرات، الأذينة اليمنى، البطين الأيمن، الأذينة اليسرى والبطين الأيسر. يشكلون جميعًا عند نقطة التقائهم أخدود سطحي. تشكل التقاطعات الأذينية أخدود واترستون. يستقبل الأخدود الأذيني البطيني الشرايين التاجية الرئيسية أثناء مسيرها على طول الخط الذي يصل بين الصمامات الأذينية البطينية. يفصل البطينين الأيمن والأيسر بواسطة حاجز يتوافق مع الأخدود بين البطينين الذي ينتقل من السطح الخلفي إلى السطح الأمامي للقلب.

### الأذينة اليمنى
تقع الأذينة اليمنى بين الوريدين الأجوفين العلوي والسفلي، خلف وإلى يمين عظم القص. تقع أيضًا أيمن وأمام الأذينة اليسرى.
تتألف من المكون الوريدي، وهو الجزء الأملس للأذينة اليمنى ويشكل الهيكل الرئيسي لها، اللسينة التي تتضمن الذيل الأيمن والجدار الأمامي والوحشي للأذينة اليمنى ودهليز الصمام مثلث  الشرف. يتلقى المكون الوريدي الدم من الوريدين الأجوفي العلوي والسفلي، يفصل بين المكونين الوجه الداخلي للجدار. في حين أن المكون الوريدي يشتمل على جدران ناعمة، فإن اللسينة تتألف من حزم سميكة من العضلات تجعلها تبدو خشنة إلى حد ما. المكون الوريدي هو النتيجة التطورية للقرن الأيمن للجيب الوريدي لقلب الجنين.